# Pax et Bonum

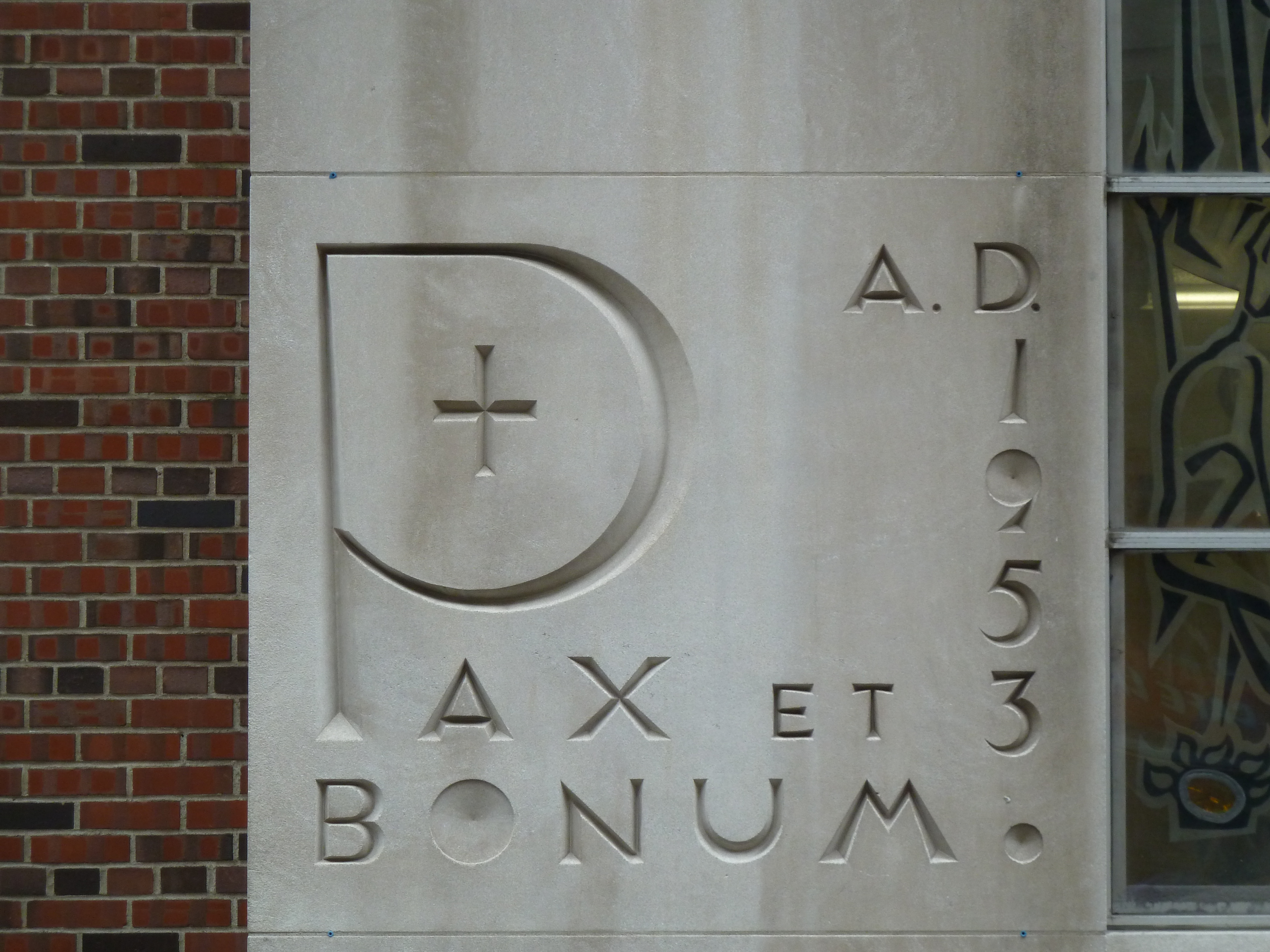
Kościół św. Antoniego, Boston

Pax et Bonum (z łac. Pokój i Dobro) – łacińska dewiza zakonów franciszkańskich.
Dewiza została zaczerpnięta z rozdziału VIII Legendy Trzech Towarzyszy (łac. Legenda trium sociorum) napisanej w 1246. Autor zanotował fakt istnienia poprzednika św. Franciszka z Asyżu, który biegając ulicami miasta, miał wykrzykiwać: Pokój i Dobro! Pokój i Dobro!.
Pax et Bonum jest też częstym mottem umieszczanym na franciszkańskich kościołach, budynkach kolegiów i domach zakonnych. Jako zawołanie biskupie przyjmują je biskupi wywodzący się z ruchu franciszkańskiego.